# Tod durch Erhängen
Tod durch Erhängen (jap. 絞死刑 Kōshikei) ist ein japanischer Film des Regisseurs Nagisa Ōshima aus dem Jahr 1968.

## Handlung
Im Stil eines Dokumentarfilms wird eine Todeskammer gezeigt, in der eine Hinrichtung stattfinden wird. Unerwarteterweise überlebt R die Hinrichtung.
Durch das Rekonstruieren der Verbrechen und der Kindheit von R, welcher als Koreaner in Japan unter Demütigungen zu leiden hatte, wird ein Film-im-Film eröffnet. In der Todeskammer erscheint eine Frau, die sich als Rs Schwester ausgibt und behauptet, die Verbrechen Rs seien als Abwehrkampf der Koreaner gegenüber den Japanern legitim gewesen. Kurz darauf wird sie hingerichtet. Zum Schluss wird R doch hingerichtet.

## Hintergrund
Der Film basiert auf der wahren Geschichte von Ri Jin-u (李珍宇), einem ethnischen Koreaner, der 1958 zwei Schülerinnen ermordet hatte und 1963 hingerichtet wurde. Dieser beschrieb seine Morde detailliert, wodurch diese Schilderungen ebenso bekannt wurden wie Ri Jin-u selbst. Trotz seiner Verbrechen bewunderte Ōshima Ri Jin-u sehr und schlug vor, dass seine Bücher in Japan als Schullektüre behandelt werden sollten. Siehe auch: Todesstrafe in Japan

## Der Einfluss Brechts
Es handelt sich bei Tod durch Erhängen nicht um einen realistischen Film. Insgesamt siebenmal werden Texte von Brecht eingeblendet. Typische Stilmerkmale Brechtschen Theaters sind auch der schwarze Humor und das offene Ende mit nicht aufgelösten Widersprüchen. Die Verwendung Brechtscher Motive war wahrscheinlich durch den Einfluss Sartres vermittelt.

## Kritik
Das Lexikon des internationalen Films merkte an: „Das rituelle Endspiel hinter verschlossenen Türen thematisiert mit immenser Intensität und kühler Strenge das Wesen der Unterdrückung eines Mannes, der als einst von Japan kolonisierter Koreaner, Arbeiter und Außenseiter die moralische Norm der Herrschenden ablehnt. Oshimas Revolte gegen den schuldig gewordenen Staat ist ein kühnes Schlüsselwerk.“
Der Filmkritiker Gerd Reda resümiert: „Auch heutzutage verfehlt Oshimas radikale Kritik an der Todesstrafe seine Wirkung nicht. Tod durch Erhängen ist eine anspruchsvolle Parabel [...]. Wie in vielen anderen seiner Filme hält Oshima der japanischen Gesellschaft einen Spiegel vor und zwingt zur Selbstreflexion.“